# Fuchstal
Fuchstal è un comune tedesco di 3 381 abitanti, situato nel land della Baviera.